# Chalcotropis pennata
Chalcotropis pennata là một loài nhện trong họ Salticidae.
Loài này thuộc chi Chalcotropis. Chalcotropis pennata được Eugène Simon miêu tả năm 1902.